# Bandera d'Esparreguera
La bandera oficial d'Esparreguera té la descripció següent:
Bandera apaïsada, de proporcions dos d'alt per tres de llarg, groga, amb cinc pals verd fosc cadascun de gruix 1/27 de la llargària del drap, al centre, i amb una aspa blanca de llargària 14/27 de la del drap en cadascun dels dos travessers, i de braços de gruix 2/27 de la mateixa llargària, centrada i sobrepasada als pals.

## Història
Va ser publicada en el DOGC el 10 de juny del 2005. Està basada en l'escut heràldic de la localitat.